# Acne cheloidea
L'acne cheloidea o cheloide è una particolare forma di acne, nel suo sviluppo diventa una forma di alopecia cicatriziale di forma acquisita.

## Epidemiologia
Tale acne si manifesta principalmente sulla nuca di individui di carnagione nera, di età giovane, ma si continuano a verificare casi anche in individui caucasici.

## Manifestazioni
Si manifesta con una serie di papule a livello di follicolo sulla nuca dove si ritrovano alcuni frammenti di capelli. Lentamente si estende, provocando la caduta dei capelli. Può causare prurito e arrossamenti vari. Non è contagiosa. È classificata ancora tra le malattie rare (nonostante la diffusione). Con il passare del tempo le papule precedentemente formate si uniscono, creando delle sorte di placche, è una forma cronica.